# Valle Yukidori
La valle Yukidori si trova nel mezzo delle colline Langhovde, sulla costa orientale della baia di Lützow-Holm, nella Terra della Regina Maud, nell'Antartide orientale, a circa 20 km a sud della stazione giapponese Showa. "Yukidori" in giapponese significa petrelli delle nevi.

## Territorio
La valle è allineata lungo la direttrice est-ovest, è lunga circa 2,5 km ed è larga 1,8 km. Contiene due laghi, una cappa di ghiaccio che si estende dalla calotta glaciale antartica fino al mare all'estremità occidentale attraversando il lago Yukidori ed ha un ecosistema di tipo continentale.

## Flora
La vegetazione dell'isola è costituita da diverse specie di muschi (Bryum argenteum, Ceratodon purpureus,  Coscinodon lawianus, Hennediella antarctica, Hennediella heimii, Ptychostomum inclinatum, Ptychostomum pseudotriquetrum) e licheni (Usnea sphacelata, Umbilicaria antarctica, Umbilicaria decussata, Pseudephebe minuscula, Xanthoria elegans).
Sono state censite oltre 60 specie di microalghe, tra cui una specie endemica della Valle Yukidori (Cosmarium yukidoriense).

## Fauna
Gli uccelli che nidificano nel sito includono diverse migliaia di petrelli delle nevi e alcuni stercorari di McCormick.
Sono presenti inoltre quattro specie di acari (Nanorchestes antarcticus, Protereunetes minutus, Antarcticola meyeri, Tydeus erebus).

## Conservazione
La valle è stata dichiarata Area Specialmente Protetta dell'Antartide (codice ASPA 141).